# Pelle Gudmundsen-Holmgreen

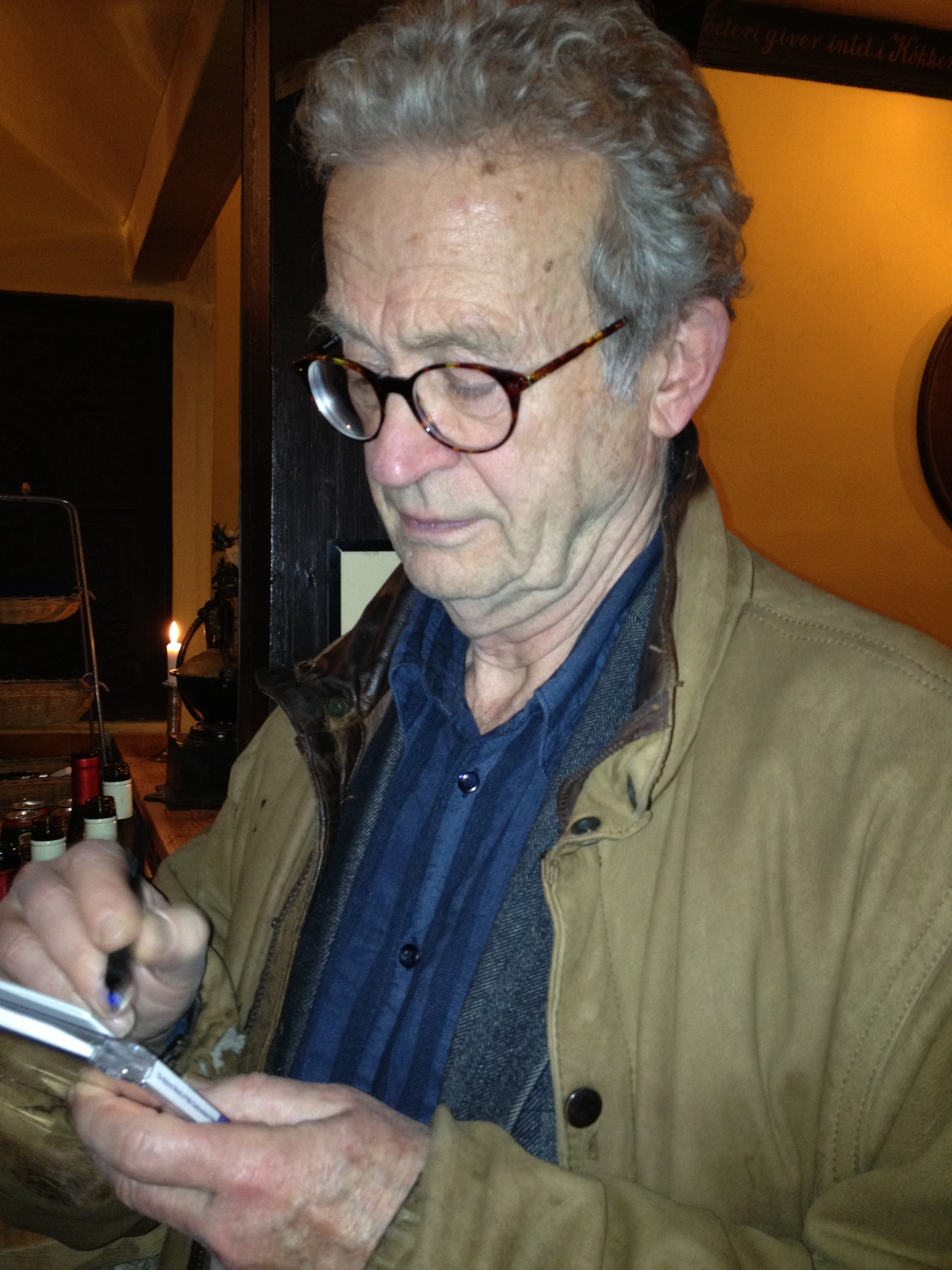
Pelle Gudmundsen-Holmgreen

Pelle Gudmundsen-Holmgreen (Copenhague, Dinamarca, el 21 de noviembre de 1932 - 27 de junio de 2016), fue un compositor danés.
Pelle Gudmundsen-Holmgreen ganó el Precio de Música del Consejo Nórdico en 1980 para su “Symfoni/Antifoni”.